# Episodi di Law & Order - I due volti della giustizia (quattordicesima stagione)
La quattordicesima stagione della serie televisiva Law & Order - I due volti della giustizia, composta da 24 episodi, è stata trasmessa in prima visione sul canale statunitense NBC dal 24 settembre 2003 al 19 maggio 2004. 
In Italia la stagione è stata trasmessa in prima visione su Rai 2 dal 18 luglio al 20 agosto 2007, tranne l'episodio Due madri, una figlia, trasmesso per la prima volta il 24 marzo 2010 su Fox Crime.
| nº | Titolo originale           | Titolo italiano          | Prima TV USA      | Prima TV Italia |
| -- | -------------------------- | ------------------------ | ----------------- | --------------- |
| 1  | Bodies                     | L'avvocato d'ufficio     | 24 settembre 2003 | 18 luglio 2007  |
| 2  | Bounty                     | Minoranze                | 1º ottobre 2003   | 19 luglio 2007  |
| 3  | Patient Zero               | Tradita                  | 8 ottobre 2003    | 20 luglio 2007  |
| 4  | Shrunk                     | Regressione              | 22 ottobre 2003   | 23 luglio 2007  |
| 5  | Blaze                      | Il concerto maledetto    | 29 ottobre 2003   | 24 luglio 2007  |
| 6  | Identity                   | Furto di identità        | 5 novembre 2003   | 25 luglio 2007  |
| 7  | Floater                    | La verità viene a galla  | 12 novembre 2003  | 26 luglio 2007  |
| 8  | Embedded                   | Corrispondente di guerra | 19 novembre 2003  | 27 luglio 2007  |
| 9  | Compassion                 | Compassione              | 26 novembre 2003  | 30 luglio 2007  |
| 10 | Ill-Conceived              | Merce umana              | 3 dicembre 2003   | 31 luglio 2007  |
| 11 | Darwinian                  | Sopravvivenza            | 7 gennaio 2004    | 1º agosto 2007  |
| 12 | Payback                    | La mezzaluna             | 14 gennaio 2004   | 2 agosto 2007   |
| 13 | Married with Children      | Due madri, una figlia    | 4 febbraio 2004   | 24 marzo 2010   |
| 14 | City Hall                  | Il delitto del municipio | 11 febbraio 2004  | 3 agosto 2007   |
| 15 | Veteran's Day              | La presa che addormenta  | 18 febbraio 2004  | 6 agosto 2007   |
| 16 | Can I Get a Witness?       | Omicidio su commissione  | 25 febbraio 2004  | 7 agosto 2007   |
| 17 | Hands Free                 | Omicidio senza cadavere  | 3 marzo 2004      | 8 agosto 2007   |
| 18 | Evil Breeds                | Il peso del ricordo      | 24 marzo 2004     | 9 agosto 2007   |
| 19 | Nowhere Man                | L'uomo ombra             | 31 marzo 2004     | 10 agosto 2007  |
| 20 | Everybody Loves Raimondo's | Raimondo piace a tutti   | 14 aprile 2004    | 13 agosto 2007  |
| 21 | Vendetta                   | Vendetta                 | 21 aprile 2004    | 14 agosto 2007  |
| 22 | Gaijin                     | Ritorno a New York       | 28 aprile 2004    | 15 agosto 2007  |
| 23 | Caviar Emptor              | Sacrificio d'amore       | 12 maggio 2004    | 17 agosto 2007  |
| 24 | C.O.D.                     | Delitto per delitto      | 19 maggio 2004    | 20 agosto 2007  |

## L'avvocato d'ufficio
- Titolo originale: Bodies
- Diretto da: Constantine Makris
- Scritto da: Michael S. Chernuchin e William N. Fordes

### Trama
Briscoe e Green indagano sull'omicidio di una ragazza e scoprono che è collegato a un caso analogo di molti anni prima, sospettando di un uomo che potrebbe essere responsabile di aver ucciso o aver fatto sparire molte giovani donne. Il serial killer è un tassista che viene identificato da una testimone e arrestato, confessando anche gli omicidi. Il suo avvocato d'ufficio si dimette e al serial killer viene assegnato un altro avvocato d'ufficio, membro di un'associazione che presta assistenza legale gratuita ai meno abbienti e per di più un giovane poco esperto ma desideroso di fare carriera. McCoy e la Southerlyn cercano di patteggiare con l'assassino per rinunciare alla pena capitale in cambio della rivelazione del luogo dei cadaveri, ma l'uomo rifiuta, rivelando ai procuratori che il suo avvocato conosce questo luogo e che ha visto addirittura i corpi delle vittime. Ma l'avvocato ha paura di violare il segreto professionale e McCoy è costretto a incriminarlo per complicità in omicidio.
- Guest star: Alexander Chaplin (Timothy Schwimmer), Ritchie Coster (Mark Bruner).

- Nota. Questo episodio è ispirato al caso Ted Bundy, un serial killer che uccise più di 30 giovani donne tra il 1974 e il 1978 e venne giustiziato tramite sedia elettrica nel 1989. Invece il secondo è su Robert Garrow, un uomo che tra il 1961 e il 1973 uccise 4 persone; il suo divenne un caso di etica legale dopo che i suoi avvocati rifiutarono di rivelare la posizione di due delle quattro vittime, citando il privilegio dell'avvocato d'ufficio. Garrow venne condannato dai 25 anni all'ergastolo, e l'8 luglio 1978 venne ucciso dalle guardie carcerarie durante un tentativo di fuga.

## Minoranze
- Titolo originale: Bounty
- Diretto da: Matthew Penn
- Scritto da: Michael S. Chernuchin

### Trama
Briscoe e Green indagano sull'omicidio di un cacciatore di taglie che stava inseguendo un latitante, un uomo d'affari condannato per una serie di stupri e sospettano proprio di quest'ultimo che aveva contattato il giornalista di una prestigiosa testata, che poco tempo prima lo aveva intervistato: ma l'uomo rifiuta di rivelare le informazioni del suo incontro, affermando di voler tutelare la sua fonte. I detective scoprono che il profilo del latitante è falso e che l'intervista è tutta una finta. Quindi arrestano il giornalista per falso ideologico nella speranza di condannarlo anche per omicidio, in quanto sospettano che la vittima, resosi conto che lo scoop era falso, voleva ricattare il giornalista. Ma il suo avvocato escogita una difesa originale: afferma che il giornalista aveva ottenuto una posizione importante pur essendo privo di esperienza per favorire la multiculturalità dello staff del giornale, e, che di conseguenza, era sottoposto a pressioni e ad aspettative eccessive solo a causa del colore della pelle.
- Guest star: Peter Jacobson (Randolph Dworkin), Reuben Jackson (Brian Kellogg).

- Nota. Questo episodio è ispirato a tre casi realmente accaduti: il primo è sulle accuse di plagio nei confronti del giornalista Jayson Blair, che lo hanno portato a dimettersi dal giornale New York Times. Invece il secondo è sulla cattura di Andrew Luster, nipote di Max Factor Sr., arrestato per aver aggredito e stuprato tre giovani donne e condannato a 50 anni di reclusione. Il terzo invece è sulle critiche dell'azione positiva.

## Tradita
- Titolo originale: Patient Zero
- Diretto da: David Platt
- Scritto da: Wendy Battles

### Trama
Briscoe e Green indagano sull'omicidio di una donna, uccisa con un colpo di pistola e scaraventata fuori dalla sua macchina. Individuano subito il colpevole, che ha commesso il delitto per impossessarsi del fuoristrada. Nel bagagliaio della macchina della vittima viene trovata una fiala contenente un virus chiamato SARS e si scopre che la vittima lavorava in un laboratorio in cui un noto ricercatore aveva coltivato il virus a scopi di ricerca e che alcune persone erano state ricoverate in ospedale per colpa della SARS: tra cui una giornalista, che accusa involontariamente lo scienziato di averla infettata perché lei aveva voluto troncare la relazione che intrattenevano. McCoy e la Southerlyn lo incriminano per tentato omicidio, ma l'esito del processo si rivela un disastro in seguito alla testimonianza della moglie dell'imputato, che nonostante il tradimento lo appoggia in un modo efficace.
- Guest star: Daniel Gerroll (Charles Blanchard).

- Nota. Questo episodio è ispirato al caso di Richard J. Schmidt, un medico che è stato condannato a 50 anni di reclusione nel 1998 per il tentato omicidio, avvenuto nel 1994 della sua ex collega e amante tramite infezione da AIDS, ma ne scontò solo 19 anni e venne rilasciato nel 2017.

## Regressione
- Titolo originale: Shrunk
- Diretto da: Jace Alexander
- Scritto da: Richard Sweren

### Trama
Briscoe e Green indagano sull'omicidio di un'aspirante attrice avvenuta nell'appartamento di un compositore teatrale, dopo aver trascorso la notte con lui. Nonostante un depistaggio organizzato dalla sua domestica i detective credono che l'uomo abbia ucciso la ragazza per rabbia, l'uomo infatti soffre di gravi problemi comportamentali ed è in cura da uno psichiatra. Ma, durante il dibattimento il suo avvocato si rivela molto abile puntando sull'infermità mentale. Lo psichiatra rivela che l'uomo era turbato dai ricordi della madre, che aveva pugnalato a morte il marito davanti al figlio adolescente. Secondo il medico, l'omicidio potrebbe essere stato scatenato dalla stessa personalità della vittima, che a sua volta era una ragazza dalla personalità dominante, nella quale probabilmente l'assassino aveva rivisto la madre.
- Guest star: John Shea (John David Myers).

- Nota. Questo episodio è ispirato al caso di Lana Clarkson, un'attrice e modella che nel 2003 fu trovata morta nell'appartamento del produttore discografico Phil Spector; quest'ultimo venne condannato a 19 anni di reclusione cioè 15 anni per omicidio di secondo grado e 4 anni per possesso di arma da fuoco.

## Il concerto maledetto
- Titolo originale: Blaze
- Diretto da: Gloria Muzio
- Scritto da: Marc Guggenheim, Aaron Zelman e Michael S. Chernuchin

### Trama
Briscoe e Green indagano su un incendio avvenuto mentre una rock band si esibiva in un locale a Manhattan causando 23 vittime. Scoprono che la band è nota soprattutto per gli effetti speciali pirotecnici che accompagnano i suoi concerti e che anche l'esibizione di quella sera prevedeva delle fiammate del palcoscenico, e che proprio una di queste fiammate ha causato l'incendio. A questo punto Briscoe e Green sospettano di uno dei principali componenti del gruppo, che voleva rendere il concerto più sensazionale per riconquistare le attenzioni del pubblico e di ottenere ingaggi migliori. Ma durante il processo, una fan adolescente gli fornisce un alibi, sostenendo di avere una relazione con lui e di essere stata in sua compagnia mentre i candelotti da cui venivano scaturire le fiamme venivano manomessi. McCoy e la Southerlyn pensano che la ragazza stia mentendo per sfidare la madre che non approvava le frequentazioni con l'uomo.
- Guest star: John Doe (Teddy Connor), Aleksa Palladino (Teresa Drosi), Jenna Stern (Kathy Teller), J. Smith-Cameron (Linda Drosi), Jonathan Togo (Eddie, una delle vittime del nightclub).

- Nota. In questo episodio appaiono il musicista John Doe nel ruolo del sospettato dell'incendio del night club e Jonathan Togo nel ruolo di una delle vittime del nightclub.
- Nota. Questo episodio è ispirato all'Incendio del nightclub The Station, avvenuto il 20 febbraio 2003, che causò 100 vittime e 230 feriti.

## Furto di identità
- Titolo originale: Identity
- Diretto da: Jace Alexander
- Scritto da: Janis Diamond

### Trama
Briscoe e Green indagano sull'omicidio di un ingegnere informatico sposato e con due figli. Scoprono che l'uomo era stato licenziato mesi prima a causa delle difficoltà economiche in cui l'azienda operava, nonostante la sua competenza, anche se aveva depositato nel suo conto un'ingente somma di denaro. I detective scoprono anche che il denaro proviene da un reduce della Seconda Guerra Mondiale, che aveva chiesto un prestito ipotecando la sua vecchia abitazione a Harlem per poi girare il ricavato alla vittima, ma la somma che era stata presa a prestito non era stata restituita portando il vecchio a essere sfrattato dalla casa in cui viveva. Briscoe e Green scoprono che l'arma usata per uccidere l'ex ingegnere era una pistola utilizzata dai soldati nelle due guerre mondiali, così il vecchio diviene il maggior sospettato del delitto e McCoy accerta che la vittima aveva truffato l'uomo più anziano, sottraendogli l'identità e ipotecando la sua casa a sua insaputa. Il vecchio viene difeso prima da suo cugino e poi da una vecchia conoscenza della procura, Shambala Green.
- Guest star: Paul Benjamin (Lonnie Jackson).

- Nota. L'attrice Lorraine Toussaint torna nella serie dopo quasi 10 anni dalla sua ultima apparizione interpretando l'avvocato difensore Shambala Green, vecchia conoscenza di Stone. Questa è l'unica volta in cui l'attrice appare nell'era McCoy. In seguito Toussant apparirà nell'episodio di Chicago P.D. intitolato Giustizia interpretando lo stesso ruolo e difendendo l'uomo che aveva ferito l'agente Sean Roman che, al momento dell'aggressione, si trovava nell'autopattuglia con la sua partner Kim Burgess.

## La verità viene a galla
- Titolo originale: Floated
- Diretto da: Richard Dobbs
- Scritto da: Eric Overmyer

### Trama
Briscoe e Green indagano sul cadavere di una donna trovata nel fiume Hudson dove era da diverse settimane. Ci mettono poco a scoprire l'identità della donna: era un'impiegata del tribunale civile, quasi separata con una figlia che per di più si era rivolta a un avvocato divorzista per ottenere una ricchissima buonuscita. Ma l'avvocato aveva rifiutato il caso, mettendo come pretesto il fatto che la donna avesse sottoscritto un accordo prematrimoniale inattaccabile. La versione dell'avvocato non convince McCoy e la Southerlyn, che scoprono che lui e gli altri colleghi matrimonialisti discutevano molto spesso le loro cause dal giudice, che faceva vincere i loro clienti, permettendo ai difensori di dormire sonni tranquilli. Uno di questi confessa di aver corrotto un assistente del magistrato perché falsasse il meccanismo di assegnazione delle cause. Allora i procuratori iniziano a pensare che la vittima avesse scoperto l'inganno e avesse ricattato l'avvocato cui si era rivolta perché la assistesse nel divorzio; e che per questo il giudice l'abbia uccisa.
- Guest star: Jan Maxwell (Ruth Alexander), Sean Cullen (Eugene Marchetti), Erick Avari (Ravi Patel), William Bogert (Alvin Hartmann).

- Nota. Questo episodio è ispirato al caso del giudice Victor I. Barron che nel 2002 è stato accusato di aver ricevuto una tangente da uno sconosciuto. Barron si è dichiarato colpevole del reato ed è stato condannato a 3 anni di reclusione.

## Corrispondente di guerra
- Titolo originale: Embedded
- Diretto da: Ed Sherin
- Scritto da: Craig Turk

### Trama
Briscoe e Green indagano sul tentato omicidio di un noto reporter di guerra avvenuto il giorno prima della partenza per l'Iraq. Scoprono che è molto malvisto dagli ambienti militari, perché in un reportage sulla guerra in Iraq, aveva rivelato la posizione di alcune truppe americane e anticipato i loro movimenti, causando il fallimento della missione e la morte di alcuni soldati. I detective sospettano di un soldato che aveva partecipato alla guerra in Iraq, che è stato visto dal locale poco prima che il giornalista venisse sparato e che era amico di uno dei soldati morti. Mentre si prepara il processo contro l'uomo, quando il reporter viene accusato di tradimento, il caso per McCoy si fa più complicato quando il legale del soldato afferma che quest'ultimo aveva intenzione di uccidere il reporter per impedirgli di nuocere ulteriormente alle truppe impegnate in Iraq.
- Guest star: Nick Chinlund (Frank Elliott).

- Nota. Questo episodio è ispirato alle polemiche che hanno coinvolto Geraldo Rivera poco prima dell'inizio della guerra in Iraq nel 2003.

## Compassione
- Titolo originale: Compassion
- Diretto da: Constantine Makris
- Scritto da: Roz Weinman

### Trama
Briscoe e Green indagano sull'omicidio, tramite avvelenamento da cianuro messo in un'ostrica, di un uomo, scoprendo che aveva truffato una decina di persone sottraendo loro somme di denaro grazie a una speculazione immobiliare e che poi aveva iniziato una carriera come spiritista. I detective sospettano di una nota oncologa pediatrica e autrice di numerosi bestseller su come superare la morte di una persona cara con cui la vittima stava collaborando, Briscoe e Green scoprono che la donna ha perso mezzo milione di dollari nella truffa organizzata dalla vittima e si era sentita presa in giro. La donna, durante il processo, ammette la sua colpa affermando di poter parlare con i morti e il suo legale invoca come difesa lo stress mentale dovuto ad anni di lavoro con bambini mentali terminali. McCoy crede che la donna stia recitando e che il movente del delitto sia la vendetta per i soldi persi.
- Guest star: Ann Dowd (Bethany Rose Allison).

## Merce umana
- Titolo originale: Ill-Concevied
- Diretto da: David Platt
- Scritto da: Aaron Zelman, Noah Baylin e Michael S. Chernuchin

### Trama
Briscoe e Green indagano sull'omicidio di un proprietario di un'azienda tessile e individuano subito un sospettato: si tratta del fidanzato di una delle donne che lavoravano nella fabbrica della vittima, ripreso dalla telecamera interna dallo stabilimento mentre si recava dalla vittima poco prima dell'omicidio. Indagando sul conto della vittima, i detective scoprono che l'operaia e il suo ragazzo sono una coppia di immigrati clandestini provenienti dall'Amazzonia, che hanno da poco avuto un figlio e, attraverso il test del DNA, che la vittima è il padre biologico del bambino. Il legale dell'uomo sudamericano imposta così la difesa su una presunta violenza subita dalla donna, che avrebbe scaturito l'ira del suo ragazzo. Ma McCoy e la Southerlyn scoprono che la ragazza aveva acconsentito a prestare il suo utero al datore di lavoro e alla moglie in cambio di denaro. A questo punto la difesa dell'imputato non ha difficoltà a presentare la vittima e la moglie come persone prive di scrupoli pronte a sfruttare la giovane approfittando della sua povertà e del suo stato di clandestinità.
- Guest star: Zilah Mendoza (Maria Villanueva), Agustín Rodríguez (Miguel Camacho).

## Sopravvivenza
- Titolo originale: Darwinian
- Diretto da: Jace Alexander
- Scritto da: Marc Guggenheim

### Trama
Briscoe e Green indagano sull'omicidio di un senzatetto probabilmente investito da una macchina, grazie alle tracce di vernice della carrozzeria rinvenute sulla scena del crimine i sospetti cadono sulla proprietaria dell'auto che viene rintracciata e arrestata. Ma il suo avvocato fa riesumare il cadavere per fare una nuova autopsia e i detective scoprono che la vittima era stato uccisa qualche ora prima dell'incidente. Così i loro sospetti cadono su un altro senzatetto che da anni si rifiutava di prendere le medicine prescritte che infatti viene identificato e arrestato. Durante il processo, il suo avvocato cerca di sostenere che nel mondo dei senzatetto la sopravvivenza è garantita solo a chi applica la legge del più forte e che non si possono abbandonare i barboni ai margini della società, per poi pretendere che rispettino le leggi del mondo civile a costo della loro sopravvivenza.
- Guest star: Christopher Donahue (Max Edgar), Brigitte Bako (Carrie Salter).

- Nota. Questo episodio è ispirato al caso d'omicidio di Gregory Glen Briggs, ucciso il 26 ottobre 2001 dalla macchina dell'assistente infermiere Chante Jawan Mallard che fu condannata a 50 anni di reclusione per omicidio volontario di secondo grado.

## La mezzaluna
- Titolo originale: Payback
- Diretto da: Constantine Makris
- Scritto da: Lorenzo Carcaterra

### Trama
Briscoe e Green indagano sull'omicidio di un autista part-time ed ex allibratore finito in prigione per rapina, con la pelle marchiata da un simbolo a forma di mezzaluna, e scoprono che la vittima ha ottenuto la diminuzione della pena avendo aiutato la procura a far arrestare un boss mafioso dei Masucci. I sospetti cadono proprio sul boss, nel frattempo uscito di prigione, e aumentano quando scoprono che il marito della collega e amica di McCoy che aveva condotto il caso sull'uomo è stato ucciso con le stesse modalità dell'autista quasi dieci anni prima. Briscoe e Green intercettano alcune telefonate del boss con un agente immobiliare apparentemente innocuo e i detective pensano che sia proprio quest'ultimo l'esecutore materiale degli omicidi. McCoy e la Southerlyn arrivano a lui per incastrare il boss, ma il procuratore federale interferisce nel caso per arrivare agli altri membri della famiglia Masucci, quindi fa rilasciare il boss, costringendo McCoy ad annullare il patteggiamento con l'agente immobiliare. Alla fine, infatti il boss viene ucciso in un agguato insieme a un'infermiera su ordine del nipote, per Briscoe e McCoy sono dei danni collaterali.
- Guest star: T. Scott Cunningham (Cary Stillman), Giuseppe Ragno (Federico Righetti).

- Nota. Questo episodio ritorna allo stile della prima stagione della serie, incentrandosi su Cosa nostra americana.
- Nota. Questo episodio è ispirato sul processo a Vincent Gigante, avvenuto negli anni' 90.

## Due madri, una figlia
- Titolo originale: Married with Children
- Diretto da: Richard Dobbs
- Scritto da: Wendy Battles, William N. Fordes, Derek Haas (non accreditato) e Michael Brandt (non accreditato)

### Trama
Briscoe e Green indagano sull'omicidio di un'ex atleta, morta dopo che essere precipitata dal balcone di un hotel. I detective sospettano della compagna, con cui la vittima aveva adottato la bambina, negandole di vedere quest'ultima dopo la separazione; infatti la legge della Florida, dove vivevano entrambe, vieta l'adozione alle coppie omosessuali; per questo la vittima aveva adottato la bambina come madre single. Briscoe e Green si mettono alla ricerca dell'ex compagna che, fuggendo, aveva preso con sé la bambina. Le prove infatti confermano che la donna era in quell'albergo quando la vittima è stata spinta giù da un balcone. Il suo avvocato sostiene che la donna aveva spinto accidentalmente la vittima dopo una lite e descrive la sua cliente come una madre i cui diritti verso la figlia sono stati negati dall'insensibilità della vittima e dalla legge che proibisce alla coppia gay di adottare un bambino.
- Guest star: Patrick Breen (Kewin Hobart), Olivia Crocicchia (Sophie Winslow/Bishop), Elizabeth Franz (Alison Bishop), Lucinda Jenney (Renee Bishop).

- Nota. Questo episodio in Italia non venne trasmesso su Rai 2 (così come l'episodio della quinta stagione Casco rosso e i due episodi della tredicesima stagione Un coltello nel cuore e Infanzia rubata) per via dell'argomento dell'adozione di una bambina da parte della coppia gay; l'episodio viene trasmesso nel 2010 su Fox Crime.

## Il delitto nel municipio
- Titolo originale: City Hall
- Diretto da: Gloria Muzio
- Scritto da: Marc Guggenheim e Richard Sweren

### Trama
Briscoe e Green indagano su una sparatoria al municipio che ha provocato la morte di un consigliere comunale e il ferimento di un ispettore delle acque:  pare che in realtà il vero obiettivo dell'agguato era proprio quest'ultimo. I sospetti cadono sul figlio del proprietario di un negozio di elettronica che ce l'aveva con il funzionario per via della bolletta non pagata. L'uomo viene prima assistito da un civilista, che presenta al giudice una mozione per escludere dalle prove la pistola rinvenuta in casa del suo cliente, a causa dell'illegittimità della perquisizione. McCoy e la Southerlyn scoprono che in realtà la perquisizione è stata fatta dall'FBI che stava indagando sul commerciante perché aveva venduto a un negozio dei videogiochi di simulazione particolarmente sofisticati, che potevano essere impiegati a fini terroristici. L'imputato cambia avvocato, trattandosi della Melnick, che nel frattempo si era ripresa dall'agguato da parte di un gruppo armato.
- Guest star: Alvin Epstein (Stuart Rubin), Paul Austin (Ron Tabachnik), Lance Reddick (Jamal Atkinson).

- Nota. Questo episodio è ispirato all'omicidio del politico James E. Davis, avvenuto il 23 luglio 2003.

## La presa che addormenta
- Titolo originale: Veteran's Day
- Diretto da: David Platt
- Scritto da: Noah Baylin

### Trama
Briscoe e Green indagano sull'omicidio di uno studente universitario, strangolato con una mossa particolare chiamata la presa che addormenta, insegnata nell'addestramento dell'esercito. I detective scoprono che la vittima era un pacifista che spesso partecipava alle dimostrazioni contro la guerra in Iraq. I sospetti di Briscoe e Green si concentrano su un postino, ex combattente della Guerra del Golfo e padre di un ragazzo morto nel conflitto iracheno, al quale la vittima si era opposta quando il padre aveva proposto di dedicare una via al figlio, che aveva sacrificato la propria vita durante il conflitto. McCoy cerca di processarlo per omicidio volontario, ma il legale dell'uomo sostiene che quest'ultimo ha agito per raptus causato dalle provocazioni della vittima.
- Guest star: Paul Calderón (Kenneth Silva), Saundra Santiago (Mariela Silva).

## Omicidio su commissione
- Titolo originale: Can I Get a Witness
- Diretto da: Don Scardino
- Scritto da: Aaron Zelman

### Trama
Briscoe e Green indagano sull'omicidio di un ragazzo di colore, in cui due ragazzi, cioè i suoi amici vedono chiaramente l'assassino, che viene subito arrestato. I due testimoni vengono quindi chiamati a deporre al Grand Jury: uno dei due rifiuta di collaborare con McCoy mentre l'altro dopo la sua testimonianza viene ucciso, nonostante la protezione della polizia, e al processo, il giudice è costretto a respingere l'accusa contro l'assassino. McCoy e la Southerlyn cercano quindi di incriminarlo per l'altro omicidio, quello del testimone del Grand Jury, ma scoprono che l'omicidio è stato organizzato dal cugino dell'uomo ed eseguito da una terza persona.
- Guest star: Gerry Becker (Gerard Wills), Hazelle Goodman (signora Gordon).

- Nota. Briscoe menziona che un numero sorprendente di uomini di nome Bernard sono in prigione. Nella realtà il secondo nome di Jerry Orbach era Bernard.

## Omicidio senza cadavere
- Titolo originale: Hands Free
- Diretto da: Gloria Muzio
- Scritto da: Janis Diamond

### Trama
Briscoe e Green indagano sul brutale omicidio di un uomo di 50 anni, in cui alcune parti del suo corpo vengono trovate in diversi bidoni dell'immondizia, ed era conosciuto in tutto il quartiere per il suo pessimo carattere. I sospetti dei detective si concentrano sulla sua ex fidanzata e sulla sua vicina di casa cioè una pittrice sordomuta che ha improvvisamente lasciato la sua abitazione. Briscoe e Green scoprono che quella donna è in realtà un travestito, che dieci anni prima è stato accusato dell'omicidio della sua ex moglie, ma senza essere processato perché il cadavere della donna non è mai stato ritrovato. Ma la giuria lo assolve per l'omicidio dell'uomo e McCoy decide di incriminarlo per quello della moglie, dimostrando la responsabilità per l'omicidio del suo caro amico nonché testimone del primo delitto.
- Guest star: Henry Stram (Eli Madison).

- Nota. Questo episodio è ispirato al caso di Robert Durst, che fu sospettato dell'omicidio della sua ex moglie (scomparsa nel 1982, il suo corpo non è mai stato trovato), della sua amica di vecchia data (uccisa nel 2000) e del suo vicino di casa (ucciso nel 2001).

## Il peso del ricordo
- Titolo originale: Evil Breeds
- Diretto da: Constantine Makris
- Scritto da: Noah Baylin

### Trama
Briscoe e Green indagano sull'omicidio di una anziana signora nonché una delle sopravvissute dell'Olocausto, i detective ipotizzano in un primo momento che la morte sia collegata a una serie di rapine compiute da un autista ai danni di persone anziane che trasportava. Poi scoprono che la vittima aveva recentemente identificato un tedesco residente in America come l'ufficiale delle SS responsabile del campo in cui era imprigionata, accusandolo di aver ucciso cinque prigionieri tra cui sua sorella. McCoy e la Southerlyn decidono di processarlo in America per l'omicidio della donna, per evitare l'estradizione e processarlo come criminale nazista. Ma sospettano anche di un giovane produttore discografico che produce molti lavori di gruppi musicali nazisti.
- Guest star: George Bartenieff (Stefan Anders), Logan Marshall-Green (Kyle Mellors).

- Nota. Durante il processo, McCoy legge i brani di un album, nominando un gruppo musicale, American Reichstag, ma pronuncia male Reichstag, dicendo Tag Reich invece del nome originale.
- Nota. Questo episodio è ispirato al caso di John Demjanjuk, un criminale di guerra accusato nel 1988 per crimini di guerra e che venne condannato a morte (pena in seguito annullata).

## L'uomo ombra
- Titolo originale: Nowhere Man
- Diretto da: Martha Mitchell
- Scritto da: William N. Fordes

### Trama
Briscoe e Green indagano sull'omicidio di un procuratore distrettuale, ucciso sia a coltellate e sia a colpi d'arma da fuoco, la vittima aveva fatto meno studi di McCoy, ma poi aveva rinunciato a una promettente carriera per un incarico alla Corte d'Appello. I detective scoprono che la vittima aveva assunto l'identità di un ex studente universitario per fingere di possedere una laurea mai conseguita. McCoy e la Southerlyn riesaminano i vecchi casi di cui si occupava la vittima e scoprono che stava indagando sulla scomparsa di un reporter che potrebbe essere ricondotta a due scagnozzi di un boss della famiglia Masucci, ma che nonostante le prove raccolte aveva organizzato un patteggiamento clemente ai due. McCoy riapre il caso sulla scomparsa di un reporter per far luce anche sull'omicidio dell'ex collaboratore.
- Guest star: Vyto Ruggins (William Wachtler), Steven Schrippa (Federico Libretti), John Viscardi (Anthony Biscotti), Joseph Hindy (Franco Tortomassi).

- Nota. Il titolo originale dell'episodio, Nowhere Man è anche il titolo di una nota canzone dei Beatles scritta da John Lennon; infatti il corpo del procuratore viene trovato a pochi passi da un monumento dedicato a Lennon situato a Central Park.
- Nota. Questo episodio è ispirato al caso sulla strana morte del procuratore di Baltimora Jonathan Luna avvenuta il 4 dicembre 2003.
- Nota. Questo episodio c'è una cronologia in cui la vittima era stato assistente di McCoy 10 anni prima, quando il predecessore di quest'ultimo si dimise e invece la vittima venne sostituita da Claire Kincaid.

## Raimondo piace a tutti
- Titolo originale: Everybody Loves Raimondo's
- Diretto da: Richard Dobbs
- Scritto da: Lorenzo Carcaterra e Richard Sweren

### Trama
Briscoe e Green indagano sulla sparatoria avvenuta in un celebre locale nel quale vengono uccisi un mafioso e un produttore cinematografico e ritengono che si sia trattato di un regolamento di conti tra i Masucci e il clan rivale nel quale il produttore è rimasto coinvolto per errore. Poco dopo il responsabile viene arrestato, ma confessa solo l'omicidio del boss. I detective indagano allora su quello del produttore cinematografico, che aveva da poco realizzato un film campione d'incassi ambientato in un ristorante molto simile al locale in cui è stato ucciso e descritto in modo lusinghiero. Briscoe e Green sospettano di uno scrittore di un romanzo in cui è stato tratto il film, che pretendeva dai produttori una percentuale sugli incassi e che aveva chiesto all'intermediario di metterlo in contatto con il sicario.
- Guest star: Lenny Venito (Sonny King), Ray Abruzzo (Paul Raimondo).

- Nota. Questo episodio è ispirato all'omicidio di Albert Circelli Jr. e di un membro del clan Lucchese avvenuto nel dicembre 2003 nel locale Rao per mano di Louie Barone, che si dichiara colpevole di due capi d'accusa di omicidio colposo di secondo grado.
- Nota. Il titolo originale dell'episodio, Everybody Loves Raimondo's, è uno storpiamento della serie comedy Tutti amano Raymond trasmessa sulla CBS dal 1996 al 2005.

## Vendetta
- Titolo originale: Vendetta
- Diretto da: David Platt
- Scritto da: David Nahmod e Michael S. Chernuchin

### Trama
Briscoe e Green indagano sull'omicidio di un uomo, avvenuto durante una rissa al bar, e i loro sospetti si concentrano su un uomo che è stato rilasciato di prigione dopo aver scontato 20 anni per l'omicidio di una ragazza. Il suo avvocato escogita una difesa efficace: afferma che il suo cliente è diventato violento e aggressivo a causa delle vessazioni subite in prigione. Per contrastare questa linea difensiva, McCoy chiede alla Southerlyn di scoprire se l'uomo aveva dei precedenti. La Southerlyn scopre che era stato sospettato di un terzo omicidio cioè di una sedicenne, e che non era stato arrestato perché durante l'interrogatorio un detective aveva preso a pugni l'uomo. Lo stesso agente, poi, aveva rimediato al suo errore facendo incolpare l'uomo per l'omicidio, nel quale l'uomo era innocente e portando McCoy a riaprire il caso sull'omicidio della sedicenne.
- Guest star: David Warshosky (Walter Grimes), John Michael Bolger (Kenny Daniels).

- Nota. Questo episodio è ispirato a due casi avvenuti: il primo è su Fred Zain, un tecnico forense accusato di aver falsificato i risultati del DNA per ottenere la condanna a 335 anni di reclusione per Glen Woodwall, accusato ingiustamente di una serie di aggressioni sessuali. Il secondo caso invece è sull'incidente di Steve Bartman, che il 14 ottobre 2003, durante una partita di baseball fra Chicago Cubs e Florida Marlins, intercettò una palla finita sugli spalti impedendo a Moisés Alou, giocatore degli Chicago Cubs, di prenderla. Il giocatore venne eliminato, gli Chicago Cubs persero la partita e se la presero con Bartman, sottoponendolo a una campagna denigratoria e diffamatoria in seguito all'evento.[24][25].

## Ritorno a New York
- Titolo originale: Gaijin
- Diretto da: Jace Alexander
- Scritto da: Wendy Battles

### Trama
Briscoe e Green indagano sull'aggressione a colpi d'arma da fuoco a una coppia di turisti giapponesi, aggrediti in una via deserta di Manhattan, in cui l'uomo, proprietario di un night club alla moda in Giappone, viene ferito mentre la moglie, che era una modella, non ce la fa a sopravvivere. Interrogato dai detective, l'uomo afferma che ad aggredirli sia stato un ragazzo di colore che ha agito a scopo di rapina, ma sospettano anche di un giovane affiliato alla Yakuza, con la quale l'uomo ferito aveva un debito. Una volta arrestato, però, il sicario dichiara a McCoy e alla Southerlyn di aver agito su ordine del marito che voleva riscuotere l'assicurazione sulla vita della moglie. Nel frattempo, l'uomo torna in Giappone e i rappresentanti diplomatici del paese si dimostrano poco propensi a concederne l'estradizione. A questo punto, Branch organizza un inganno per far ritornare l'uomo a New York: afferma che la polizia ha arrestato un ragazzo di colore e invita il marito della vittima a identificarlo. La trappola risulta efficace.
- Guest star: Robert Ari (Howard Lawford), Willy Yun Lee (Hiroshi Yoshida), James Hiroyuki Liao (Bobby Ito).

- Nota. Questo episodio è ispirato a due casi realmente accaduti: il primo è su Kazuyoshi Miura, che nel 1981 pagò un sicario per far uccidere la moglie mentre era in visita con il marito a Los Angeles. Invece il secondo è su Charles Stuart, che nel 1989 pagò un uomo per far uccidere sua moglie; il 4 gennaio 1990 si suicidò con un colpo di pistola alla testa.
- Nota. Anche l'episodio Felici per sempre della stessa serie e l'episodio Una storia intricata di Law & Order - Unità vittime speciali sono ispirati al caso di Charles Stuart.
- Nota. Viene citato nell'episodio anche Susan Smith.

## Sacrificio d'amore
- Titolo originale: Caviar Emptor
- Diretto da: Richard Dobbs
- Scritto da: Roz Weinman

### Trama
Briscoe e Green indagano sulla strana morte di un ricco commerciante iracheno, avvenuta il giorno dopo il suo matrimonio con una giovane di 26 anni, e l'autopsia rivela che è morto per soffocamento e non per cause naturali e che quindi si tratta di omicidio. Quindi i detective interrogano i possibili sospettati tra cui: la moglie, lo zio di lei e i due figli avuti dalla vittima nel suo primo matrimonio. Il caso ha una svolta quando l'arma del delitto, cioè un cuscino viene ritrovato nella stanza della figlia della vittima. Quest'ultima ha un ottimo movente per assassinare il padre, infatti la donna, non ha potuto avere figli dopo un incidente in cui sua madre è morta e voleva quindi adottare una neonata cinese, ma la sua iniziativa aveva incontrato la disapprovazione del padre e lei si era sottomessa al suo volere. Il padre, poi l'aveva invitata a lasciare la sua casa e ne aveva scatenato la sua reazione violenta.
- Guest star: Musashi Alexander (Ricky Luna), Maz Jobrani (Asher Koutal).

- Nota. Il titolo originale dell'episodio Caviar Emptor significa appunto fai attenzione al compratore.

## Delitto per delitto
- Titolo originale: C.O.D.
- Diretto da: Matthew Penn
- Scritto da: Richard Sweren e Marc Guggenheim

### Trama
Briscoe (al suo ultimo caso prima di andare in pensione) e Green indagano sull'omicidio di un corriere postale, i detective scoprono che la busta che la vittima aveva consegnato era vuota e che l'indirizzo del mittente era inesistente. Quindi si pensa a un omicidio premeditato, infatti sospettano della vedova che ripetutamente tradita dal marito, aveva acquistato una pistola simile a quella con cui è stato commesso il delitto. Ma l'alibi della donna regge e i dubbi aumentano quando le analisi del laboratorio rivelano che quell'arma, ritrovata nell'Hudson, non è quella usata per il delitto, ma che è stata utilizzata per un altro omicidio, avvenuto pochi giorni prima di quello del corriere. In questo caso la vittima era un uomo d'affari con una moglie spendacciona, la quale aveva fornito un alibi inattaccabile per l'omicidio del marito. Dopo che McCoy e la giustizia hanno trionfato, Briscoe lascia il distretto per andare in pensione.
- Guest star: Elizabeth Connors (Adele Byrne), Victoria Dillard (Belinda Gardner).

- Nota. Questo episodio è stato l'ultimo per Jerry Orbach: per 12 stagioni ha interpretato il detective Lennie Briscoe, ma ha ripreso il ruolo nel terzo spin-off chiamato Law & Order - Il verdetto in cui è apparso solo in due episodi prima della sua morte avvenuta il 28 dicembre 2004. Oltre ai 273 episodi della serie madre, è apparso anche in tre episodi di Law & Order - Unità vittime speciali, uno di Law & Order: Criminal Intent, due di Law & Order - Il verdetto, tre di Homicide e il film TV della serie Omicidio a Manhattan con un totale di 284 presenze, includendo anche un episodio della seconda stagione in cui ha interpretato un personaggio diverso da Briscoe.
- Nota. Questo episodio è ispirato al romanzo di Wilbur Smith chiamato appunto Delitto per delitto in cui il romanzo è stato adattato dal film di Alfred Hitchcock L'altro uomo. Il titolo italiano dell'episodio è adattato anche nell'episodio omonimo della serie poliziesca italiana Turbo.